# 谷炫錞
谷 炫錞（グー・シュンチュン、KOU、本名: 貴島 功一朗〈きじま こういちろう〉、1977年4月13日 - ）は、大阪府大阪市出身の台湾で活動している日本人俳優である。

## プロフィール
- 身長 - 181cm
- 体重 - 73kg
- 血液型 - O型
- 言語 - 日本語・英語・中国語
- 学歴 - 関西外国語大学外国語学部英米語学科卒業

## 出演

### ドラマ
- 薔薇之恋〜薔薇のために〜（原作：吉村明美『薔薇のために』）（2003年）- 枕野一郎（鄭野） 役
- 美味関係〜おいしい関係〜（原作：槇村さとる『おいしい関係』）（2007年）- 蓮見（辜見賢） 役
- イタズラなKiss2（原題：惡作劇之2吻）（原作：多田かおる『イタズラなKiss』）（2007年）- 堀内巧 役

### 映画
- 一八九五（2008年）- 森鷗外 役
- ハゲタカ（2009年）- 李克仁 役
- グッド・バイ（2017年）

### 舞台
- QUO VADIS（2012年）

### ミュージックビデオ
- 2017年　岸本絵梨香「冷たい雨 Cold Rain」